# 1151
1151 (MCLI) var ett normalår som började en måndag i den julianska kalendern.

## Händelser

### Okänt datum
- Staden Lödöse vid Göta älv omtalas för första gången.
- Geoffrey av Monmouth avslutar sitt sista verk Merlins liv (Viti Merlini).

## Födda
- Sverre Sigurdsson, kung av Norge 1184–1202.

## Avlidna
- 31 januari – Abbot Suger.
- 23 april – Adeliza av Louvain, drottning av England 1121–1135 (gift med Henrik I)
- 7 september – Gottfrid V, greve Maine sedan 1126, av Anjou sedan 1129 och av Mortain sedan 1141 samt hertig av Normandie 1144–1150, engelsk prinsgemål 1141 (gift med Matilda)